# Ruby Gloom
Ruby Gloom est une série télévisée d'animation de fantasy canadienne développée par Carolyn Hay d'après les personnages de la marque de lingerie du même nom par Mighty Fine, produite par Nelvana, et diffusée entre le 13 octobre 2006 et le 1er juin 2008 sur la chaîne YTV.
La série a été doublée au Québec et diffusée à l'automne 2007 à la Télévision de Radio-Canada,, et en France sur France 3 dans l'émission Toowam en octobre 2007 et sur France 5 dans Ludo Zouzous depuis le 20 décembre 2009.

## Résumé
Ruby, une petite fille joyeuse, et sa chatte Doom Kitty, vivent dans un manoir sombre. Avec ses amis, des créatures locataires qui devraient normalement lui faire peur, elle fait la fête et vit de drôle d'aventures. Chaque épisode commence et finit avec un sketch humoristique d'une minute environ, à l'exception des premier, trente-et-un et trente-deux épisodes.

## Origine
Ruby Gloom et ses compagnons sont créés, au départ pour la compagnie américaine d'accessoire et de vêtements Mighty Fine par Martin Hsu. Elle ciblait d’abord les communautés gothiques, puis obtient un grand succès auprès des enfants. Son slogan est : « La fille la plus heureuse au monde » (the happiest girl in the world). Il existe aussi des livres et des peluches.
Il y eut des modifications sur certains personnages et les décors alors que d'autres ont été créés pour la série animée. Par exemple, dans les illustrations originaux, Osso Bécot habitait dans une maison en forme de crâne, avec une affiche sur lequel on peut lire : « Go away!… please? » (c.-à-d. : « Allez-vous en!… S'il vous plaît? »). Dans la série, il vit dans le manoir comme la majorité des amis de Ruby, où il aura sa propre chambre.

## Personnages
Ruby Gloom(Ruby signifie « rubis » en anglais et gloom, à la fois « ténèbres » et « mélancolie ») Petite fille rousse, l'héroïne de la série. Généreuse et optimiste, elle adore organiser des fêtes pour toute sorte d'occasions. Elle aide ses amis lorsque ceux-ci sont dans le pétrin et a toujours de bonnes idées. À plusieurs reprises, on découvrira qu'elle est amoureuse d'Osso Bécot.
Doom Kitty(Doom signifie « sort », « destin ») Chatte noire de Ruby. Si elle est mignonne et intelligente, malheureusement, elle est incapable de parler. Alors elle doit jouer les mimes pour pouvoir être comprise par les autres, ce qui n'est pas toujours le cas! Dans la série, ses cris s'expriment par du violon.
IrisCyclope du même âge que Ruby, et semble être sa meilleure amie. Véritable casse-cou, elle part souvent en excursion dans les pays sauvages, fait des cascades et du sport extrême. Iris possède un ver volant géant nommé Squig comme animal de compagnie.
Miséria (Misery)Descendante d'une lignée de parents malchanceux et étranges, Miséria est la cible et/ou la cause de bien des catastrophes (foudres, fissures, chutes, etc). Toute de bleu, elle verse constamment des larmes. Le personnage semble être inspiré de la légende du banshee, notamment ses hurlements et son ombre effrayante.
Osso Bécot (Skull Boy)Un squelette au talent multiple. Il s'intéresse aux arts, à la littérature et aux sciences mais désire connaître sa véritable passion à l'aide de son arbre généalogique. Poli mais maladroit, il apprécie la compagnie de Ruby.
Frank et Alex (Len)Deux frères siamois. Frank est bleu, Alex, vert. Ce duo rigolo forme le groupe rock « RIP ». Frank, l'aîné, est plus intelligent et c'est lui qui dirige. Alex, le plus jeune, est un sentimental qui a tendance à dire des bêtises et ne comprend pas toujours du premier coup.
Lulu Lafrousse (Scaredy Bat)Petite chauve-souris noire mâle. Comme son nom l'indique, Lulu est très peureux, donc une cible idéal pour Bou-Bou le fantôme. Il adore manger des moustiques et dormir dans son hamac. Dans la version originale, il parle avec l'accent indien.
Edgar, Allan et PoeTrois corbeaux aux airs de bourgeoisie. Tous les trois sont descendants de l'oiseau du célèbre écrivain Edgar Allan Poe, Paco. Si les deux premiers sont muets et n'apparaissent pas dans tous les épisodes, Poe, lui, est un personnage récurrent. Bien que petit, il se montre très snob. Ses histoires sont souvent enjolivées et dramatisées pour pouvoir attirer l'attention.
Bou-Bou (Boo Boo)Petit fantôme espiègle et adorable (ça, il le nie). Il aime faire peur aux gens, mais les autres ne réagissent pas, à son grand désespoir. Seul Lulu sursaute lorsqu'il le croise. Au départ invisible, seule Doom Kitty pouvait le voir et c'est grâce à une ruse que les autres locataires du manoir puissent enfin le percevoir. Il doit souvent aller consulter Monsieur Blanc et Monsieur Blanc, deux fantômes adultes (non, il n'y a pas d'erreur d'inattention, ici!).
Monsieur Petit-Pain (Mr. Buns)Espèce de lapin fabriqué par Ruby à partir d'une vieille chaussette noire et blanche. Bien que non-vivant, on le retrouve dans des situations absurdes et inattendues. C'est un sujet de running gag.

## Voix

### Doublage anglophone
- Ruby Gloom : Sarah Gadon
- Iris : Stacey DePass
- Misery : Emily Hampshire
- Skull Boy : Scott McCord
- Poe : Adrian Truss
- Scaredy Bat : Peter Keleghan
- Frank : David Berni
- Len : Jeremy Harris
- Boo Boo : Barbara Mamabolo

### Doublage québécois
- Ruby Gloom : Catherine Brunet
- Iris : Annie Girard
- Miséria : Éveline Gélinas
- Osso Bécot : Martin Watier
- Poe : Frédéric Desager
- Lulu Lafrousse : François Sasseville
- Alex : Sébastien Reding
- Frank : Hugolin Chevrette
- Bou-Bou : Claudia-Laurie Corbeil

 Source et légende : version québécoise (VQ) sur Doublage.qc.ca

## Diffusion à travers le monde
| Pays        | Chaîne                        | Première diffusion                  |
| ----------- | ----------------------------- | ----------------------------------- |
| Canada      | YTV                           | 13 octobre 2006                     |
| Canada      | Télévision de Radio-Canada    | automne 2007                        |
| Pologne     | ZigZap                        | 10 mars 2007                        |
| Espagne     | Cartoon Network, Boomerang    | 10 septembre 2007                   |
| Allemagne   | Super RTL                     | 6 octobre 2007                      |
| Japon       | Cartoon Network               | 10 novembre 2007                    |
| Royaume-Uni | Pop, Pop Girl                 | 2008                                |
| Mexique     | Boomerang, Once TV            | 2008                                |
| Russie      | 2x2                           | 2008                                |
| Portugal    | RTP 2, Canal Panda            | 8 avril 2009                        |
| France      | France 3                      | 29 octobre 2007                     |
| France      | France 5                      | 20 décembre 2009 , rediffusion 2011 |
| Italie      | RAI Gulp                      | 2009                                |
| Irlande     | RTÉ Two                       | 2011                                |
| Colombie    | Señal Colombia, Teleantioquia | 2022                                |